# Epidemiloven
Epidemiloven, med det juridiske navn lov om foranstaltninger mod smitsomme og andre overførbare sygdomme, er en dansk lov, som trådte i kraft i sin oprindelige form den 1. januar 1980. Lovens formål er at hindre, at smitsomme og andre overførbare sygdomme udbredes i Danmark, og at smitte fra disse sygdomme føres ind i Danmark, eller fra Danmark til andre lande.

## Historie
Ved lovens vedtagelse blev andre lignende love ophævet, som oprindeligt trådte i kraft så lang tid tilbage som i 1915.
Pestforordningen fra 1625 beskriver hvordan borgmester og bystyre skal rådføre sig med sognepræst og læger ved smitsomme sygdomme.
I forbindelse med coronaviruspandemien i 2020 blev loven ændret kort inden Danmark blev lukket ned den 11. marts, hvor man ændrede en paragraf, der gav ret til erstatning, hvis der blev indført foranstaltninger til epidemikontrol, der gav økonomiske tab.